# Felipe Kitadai
Felipe Kitadai (n. 28 iulie 1989, São Paulo, São Paulo, Brazilia) este un judocan ce a reprezentat Brazilia, medaliat olimpic. A participat la 2 ediții ale Jocurilor Olimpice (2012, 2016) în care a câștigat o medalie de bronz.